# سباق باريس روبيه 1907
طواف باريس 1907 هو سباق دراجات هوائية أقيم بتاريخ 31 مارس، تكون السباق من مرحلة واحدة، وامتدّ لمسافة 270 كم بسرعة 30.971 كم/س، استغرق السباق 8 ساعات و45 دقيقة و00 ثانية. فاز به الفرنسي جورج باسيريو.

## الترتيب
| م                     | الدرّاج       | البلد | الزمن                       |
| --------------------- | ------------ | ----- | --------------------------- |
| الفائز بالترتيب العام | جورج باسيريو | فرنسا | 8 ساعات و45 دقيقة و00 ثانية |